# Origins (álbum)
Origins es un álbum de la banda de power metal brasileña Shaman. Fue publicada el 23 de junio de 2010, por la discográfica AFM Records.

## Lista de canciones
| N.º | Título                                     | Duración |  |
| 1.  | «Origins (The Day I Died) (intro)»         | 00:59    |  |
| 2.  | «Lethal Awakening»                         | 03:38    |  |
| 3.  | «Inferno Veil»                             | 05:20    |  |
| 4.  | «Ego Pt. 1»                                | 02:19    |  |
| 5.  | «Ego Pt. 2»                                | 04:59    |  |
| 6.  | «Finally Home»                             | 05:50    |  |
| 7.  | «Rising Up Your Life»                      | 03:36    |  |
| 8.  | «No Mind»                                  | 04:10    |  |
| 9.  | «Blind Messiah»                            | 05:40    |  |
| 10. | «Signed, Sealed and Delivered»             | 05:50    |  |
| 11. | «Kurenai (cover de X Japan) (bonus track)» | 04:18    |  |

## Formación
- Thiago Bianchi - Vocales
- Léo Mancini - Guitarra
- Fernando Quesada - Bajo
- Ricardo Confessori - Batería